# Crespino
Crespino (venetisch Crespìn) ist eine italienische Gemeinde (comune) mit 1762 Einwohnern (Stand 31. Dezember 2023) in der Provinz Rovigo, Region Venetien. 

## Geographie
Die Gemeinde liegt etwa 12 Kilometer südsüdöstlich der Provinzhauptstadt Rovigo am Po und grenzt unmittelbar an die Provinz Ferrara (Emilia-Romagna).

## Persönlichkeiten
- Lauro Bordin (1890–1963), Radrennfahrer